# Миран човек
Миран човек (енгл. The Quiet Man) је амерички љубавни хумористичко-драмски филм из 1952. године, режисера и продуцента Џона Форда, у коме главне улоге тумаче Џон Вејн, Морин О'Хара, Бари Фицџералд, Ворд Бонд и Виктор Маклаглен. Сценарио је написао Френк С. Нуџент на основу истоимене приповетке Мориса Волша. Радња филма прати пензионисаног америчког боксера који се враћа у родно село у Ирској 1920-их, где се заљубљује у живахну црвенокосу жену чији брат презире њихову везу.
Филм се нашао у званичној селекцији на Филмском фестивалу у Венецији 1952. године. Џон Форд је за овај филм освојио свог четвртог Оскара за режију, док Винтон Хок и Арчи Стаут освојили исту награду у категорији за најбољу фотографију. Године 2013, Конгресна библиотека је одабрала овај филм за чување у Националном регистру филмова Сједињених Држава због његовог „културолошког, историјског, или естетског значаја”.

## Радња
Током 1920-их, Шон Торнтон, амерички пензионисани боксер рођен у Ирској, путује из Питсбурга у своје родно место Инисфри да купи стару породичну фарму. Убрзо по доласку упознаје и заљубљује се у ватрену, црвенокосу Мери Кејт Денахер, сестру заштитнички настројеног Вила Денахера. Вил такође жели да купи старо имање Торнтонових и бесан је када тренутна власница имања, богата удовица Тилејн, прихвата Шонову понуду уместо његове. Вил узвраћа ударац одбијањем пристанка да се Шон ожени његовом сестром.
Неки мештани, укључујући свештеника Питера Лонергана и локалног кладионичара Микелина Оге Флина, преваре Вила да поверује да ће се удовица Тилејн удати за њега ако Мери Кејт више не буде под његовим кровом. Он радосно пристаје на брак, али одбија да да Мари Кејт њен мираз када открије да је преварен, а да удовица Тилејн не зна ништа о договору. Шон, који није упознат са ирским обичајима, исповеда да није заинтересован за добијање мираза; али за Мери Кејт, мираз представља њену личну вредност за заједницу и њену слободу. Она инсистира да мираз мора бити примљен да би се њихов брак потврдио, што је изазвало отуђење између ње и Шона. Мештани на крају убеђују Вила да врати Мери Кејт њен намештај, али он одбија да преда новчани део мираза (што је његов допринос).
Мери Кејт верује да је Шон кукавица јер се није борио са Вилом. Шон одлази код локалног протестантског свештеника и бившег боксера, пречасног Сирила Плејфера, и открива да је једном случајно убио млађег, ожењеног противника у рингу. Шон се заклео да ће престати са борбама из страха и кривице за убиство из нехата. Мери Кејт такође признаје (на ирском гелском) свој удео у свађи оцу Лонергану, који је прекори због њене себичности. Она и Шон се делимично мире те ноћи и први пут од венчања деле спаваћу собу.
Међутим, следећег јутра, Мери Кејт тихо напушта њихову колибу и улази у воз за Даблин, надајући се да ће ово претварање да одлази подстаћи Шона на акцију. Шон ускоро сазнаје од Микелина где се она налази, па жури коњем до железничке станице и извлачи је из воза. Почиње да га прати све већа гомила мештана, а Шон приморава Мери Кејт да са њим пешачи пет миља назад до Вилове фарме. Тамо се Шон суочава са Вилом и тражи новац од мираза. Када Вил одбије, Шон баци Мери Кејт на њеног брата, изјављујући да ће се придржавати ирског обичаја „без богатства, без брака”. Овај ултиматум шокира и Мери Кејт и Вила, који му коначно плаћа 350 фунти. Шон одмах баца новац у ватру, подстакнут од Мери Кејт. Она поносно одлази кући, али понижени Вил насрће на Шона, само да би га срушио Шонов контра ударац у одбрани.
Долази до туче, а Вил и Шон пристају да се придржавају боксерских правила маркиза од Квинсберија. Ова дуго очекивана борба привлачи све више и више гледалаца док се наставља километрима преко ирских пејзажа. Борци коначно застају на пиће у бару, где нерадо признају узајамно поштовање један према другом. Док се свађају око тога ко ће платити пиће, Вил своје баца Шону у лице. Шон удари Вила, терајући га да пропадне кроз врата бара и остане без свести на улици, окончавајући тучу. Касније, помирени и пијани њих двојица се тетурају руку под руку назад у Шонову кућу на вечеру, на велико олакшање Мери Кејт.
Следећег дана, понижени Вил и удовица Тилејн почињу са удварањем и излазе раме уз раме из села у кочији коју вози Микелин. Шон, Мери Кејт и мештани им машу док пролазе, пре него што се Шон и Мери Кејт разиграно појуре кроз поља назад до свог дома.

## Улоге
| Глумац             | Улога                          |
| ------------------ | ------------------------------ |
| Џон Вејн           | Шон Торнтон                    |
| Морин О'Хара       | Мери Кејт Денахер              |
| Бари Фицџералд     | Микелин Оге Флин               |
| Виктор Маклаглен   | Сквајер „Ред” Вил Денахер      |
| Ворд Бонд          | свештеник Питер Лонерган       |
| Милдред Натвик     | удовица Сара Тилејн            |
| Френсис Форд       | Дан Тобин                      |
| Артур Шилдс        | пречасни Сирил „Снафи” Плејфер |
| Ајлин Кроу         | госпођа Елизабет Плејфер       |
| Чарлс Б. Фицсимонс | Хју Форбс                      |
| Џејмс Фицсимонс    | отац Пол                       |